# Me & my uke
My & my uke es el tercer EP de la banda estadounidense Never Shout Never, lanzado el 27 de enero de 2009.

## Lista de canciones
| Descarga digital |                    |          |  |
| N.º              | Título             | Duración |  |
| 1.               | «Trouble»          | 2:25     |  |
| 2.               | «Did it hurt?»     | 2:04     |  |
| 3.               | «Your biggest fan» | 3:30     |  |